# Cenac, Cimișlia
Cenac este un sat din raionul Cimișlia, Republica Moldova.

## Demografie

### Structura etnică
Structura etnică a localității conform recensământului populației din 2004:
| Grup etnic                                               | Populație | % Procentaj  |
| -------------------------------------------------------- | --------- | ------------ |
| Băștinași declarați Moldoveni Băștinași declarați Români | 2019 34   | 96,23% 1,62% |
| Găgăuzi                                                  | 29        | 1,38%        |
| Ucraineni                                                | 7         | 0,33%        |
| Ruși                                                     | 4         | 0,19%        |
| Bulgari                                                  | 3         | 0,14%        |
| Alții                                                    | 2         | 0,10%        |
| Total                                                    | 2098      |              |

## Administrație și politică
Componența Consiliului local Cenac (11 consilieri), ales la 5 noiembrie 2023, este următoarea:
|  | Partid                            | Consilieri | Componență | Componență | Componență | Componență | Componență | Componență |
|  | --------------------------------- | ---------- | ---------- | ---------- | ---------- | ---------- | ---------- | ---------- |
|  | Partidul Acțiune și Solidaritate  | 6          |            |            |            |            |            |            |
|  | Partidul Social Democrat European | 2          |            |            |            |            |            |            |
|  | Platforma Demnitate și Adevăr     | 2          |            |            |            |            |            |            |
|  | Partidul Democrația Acasă         | 1          |            |            |            |            |            |            |